# Varioptic
Varioptic S.A. ist ein französisches Unternehmen der optischen Industrie mit Hauptsitz in Lyon, mit einer Tochtergesellschaft in Taiwan und Vertretungen in China, Japan, Korea und den USA.
Das Unternehmen wurde 2002 von Bruno Berge gegründet, der auch Chief Technical Officer des Unternehmens ist. Gesellschafter von Varioptic sind diverse Venture-Capital- und Private-Equity-Unternehmen.
Varioptic ist spezialisiert auf die Entwicklung und Herstellung von elektrisch steuerbaren optischen Autofokus-Flüssiglinsen für Fotohandys, Webcams und andere Anwendungen. Auf diesem Gebiet ist Varioptic Weltmarktführer.
Varioptic war außerdem Pionier in der Entwicklung der dafür eingesetzten Technologie der Elektrobenetzung.